# 742 Edisona
A 742 Edisona (ideiglenes jelöléssel 1913 QU) a Naprendszer kisbolygóövében található aszteroida. Franz Kaiser fedezte fel 1913. február 23-án.